# Anlier
Anlier är ett vattendrag i Belgien.   Det ligger i provinsen Luxemburg och regionen Vallonien, i den sydöstra delen av landet, 150 kilometer sydost om huvudstaden Bryssel.
I omgivningarna runt Anlier växer i huvudsak blandskog. Runt Anlier är det ganska tätbefolkat, med 72 invånare per kvadratkilometer.